# Steve Ovett
Steve Ovett, né le 9 octobre 1955 à Brighton, est un athlète britannique, pratiquant le demi-fond. Il a constitué, avec son compatriote Sebastian Coe, l'un des plus beaux duels de l'athlétisme. Il a emporté trois des titres les plus importants pour un Britannique, les Jeux olympiques, les Championnats d'Europe et les Jeux du Commonwealth.

## Carrière sportive
Né à Brighton dans le Sussex, il fait ses études à Varndean School.
Il montre rapidement des dons pour la course à pied, notamment sur le 400 m, épreuve dont il remporte le titre Amateur Athletics Association (AAA) jeune en 1971 et 1972. Il remporte ensuite le titre AAA sur le 800 m de 1974 à 1976. En 1973, il remporte un premier titre européen en remportant le championnat d'Europe junior de Duisbourg. L'année suivante, il remporte une première médaille internationale chez les séniors en remportant la médaille d'argent des Championnats d'Europe de Rome, compétition au cours de laquelle il établit un nouveau record d'Europe junior.
Il participe pour la première fois aux Jeux olympiques lors des jeux de Montréal. Il termine à la cinquième place du 800 m, épreuve remportée par le Cubain Alberto Juantorena. Lors de l'épreuve du 1 500 m, il échoue en demi-finale, victime de bousculades.
La première course en sénior opposant les deux rivaux britanniques se situe en 1978 lors des Championnats d'Europe de Prague. Lors de cette course compétition, il devance Coe sur 800 m et établit un nouveau record du Royaume-Uni en 1 min 44 s 08 mais et est battu pour le titre par l'Allemand de l'Est Olaf Beyer. Sur le 1 500 m, il l'emporte facilement en 3 min 35 s 59 et en relâchant dans les derniers mètres, devant l'Irlandais Eamonn Coghlan de plus d'une seconde. Sa saison 1978 est aussi remarquable de par la qualité de ses prestations sur des distances très éloignées, du 800 m au 2 miles où il établit une nouvelle meilleure performance de tous les temps sur la distance en 8 min 13 s 51, devançant Henry Rono qui est alors dans sa meilleure année avec quatre records du monde battu dans la saison.
Lors des Jeux olympiques d'été de 1980 à Moscou, Les deux britanniques qui se sont évités depuis Prague se retrouvent lors de l'épreuve du 800 m, distance favorite de Coe. Ovett, qui a établi un nouveau record du monde du mile en 3 min 48 s 8 au Bislett Games d'Oslo puis égalé le record du monde du 1 500 m (détenu depuis 1979 par Coe en 3 min 32 s), est invaincu sur cette dernière distance depuis trois saisons,. Il se présente donc en grand favori du 1 500 m et il participe au 800 m sans grande pression pour préparer sa propre épreuve favorite. Lors de la finale, Coe, qui est lui invaincu sur la distance du 800 mètres depuis deux saisons, décide de ne pas conduire une course rapide et se retrouve en queue de peloton à 300 m de la fin. Il compte sur sa pointe de vitesse pour faire la différence. Ovett, qui était en sixième position à l'entrée du dernier tour, dépasse tout le monde dans la dernière ligne droite et parvient à contenir le retour de son rival qui termine à la seconde place.
Six jours plus tard, le stade olympique abrite la revanche sur le 1 500 m. Coe se situe dans les hommes de tête et profite de l'Allemand de l'Est Jürgen Straub qui lance la course de très loin. Les deux Britanniques démarrent au même moment mais Ovett ne peut rien devant la pointe de vitesse de Coe, qui réalise le temps de 12 secondes sur le dernier 100 mètres et remporte son premier titre olympique. Ovett se relève à 20 mètres de l'arrivée et finit à la troisième place.
Après les Jeux, Il établit le record du monde de sa distance fétiche en 3 min 31 s 36 à Coblence.
La saison suivante, Coe et Ovett, qui ne rencontrent pas sur les pistes, s'affrontent par chronomètre interposé : Coe, qui a déjà battu les records du 800 mètres et du 1 000 mètres, bat le record de mile, détenu par son compatriote, en 3 min 48 s 53 le 19 août au Weltklasse Zürich. Sept jours plus tard, Ovett reprend son bien en 3 min 48 s 40 à Coblence avant que Coe n'abaisse le record à 3 min 47 s 33 au Meeting de Bruxelles.
Sa saison 1982 est interrompue par une blessure à la cuisse. Il revient à la compétition pour la saison 1983, saison qui voit apparaitre une nouvelle compétition importante dans le monde de l'athlétisme, les championnats du monde. La première édition se déroule à Helsinki. Sa saison est encore perturbée par des blessures qui le privent d'une sélection pour le 800 mètres. Sur le 1 500 mètres, il termine à la quatrième place, le titre étant remporté par le champion d'Europe en titre, son compatriote Steve Cram. le 4 septembre, il reprend son record du monde du 1 500 mètres, que l'Américain Sydney Maree vient d'abaisser à 3 min 31 s 24 le 28 août à Cologne. Ce record, établi dans le temps de 3 min 30 s 77, est réalisé au meeting de Rieti.

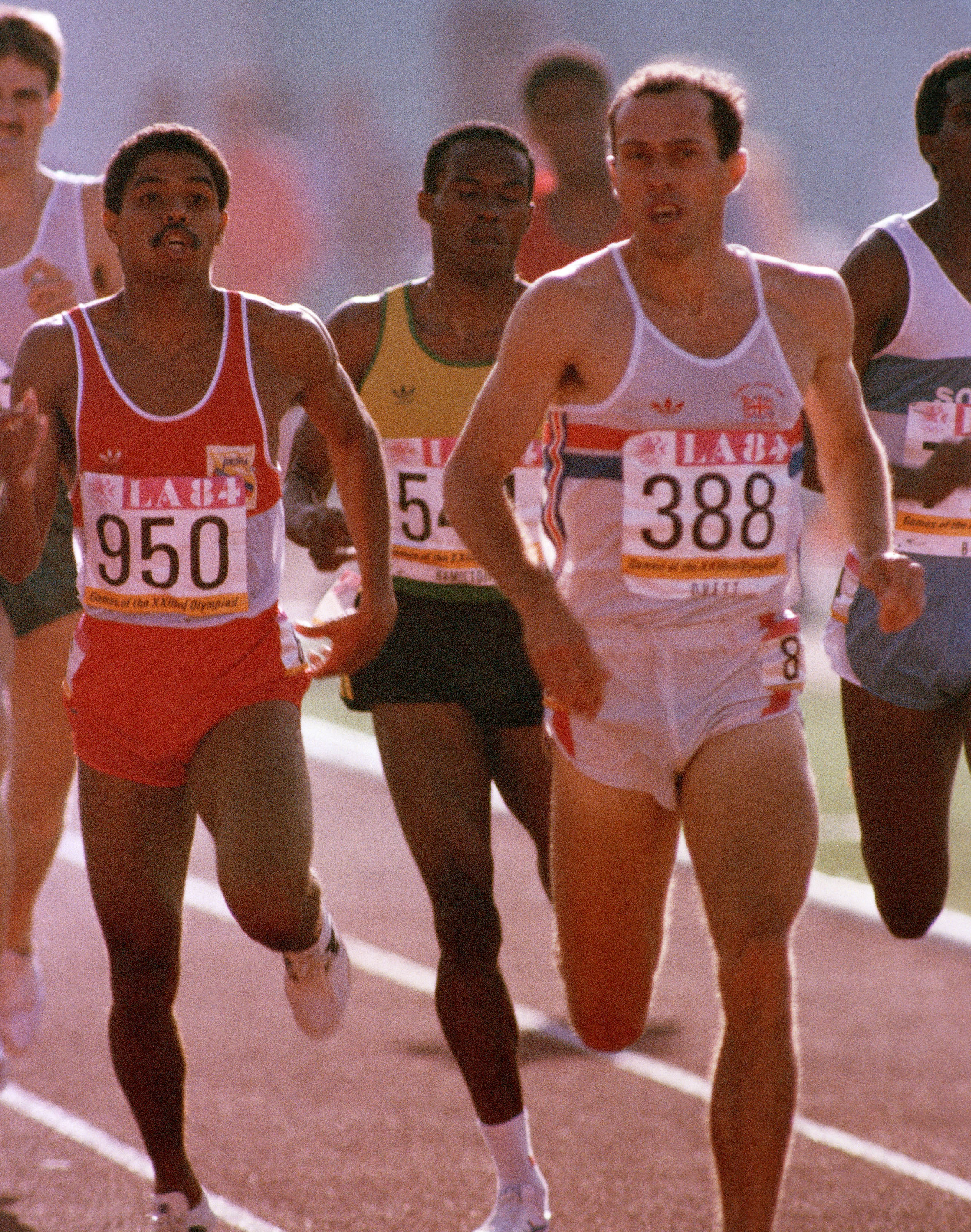
Steve Ovett lors des Jeux olympiques d'été de 1984

Lors des Jeux à Los Angeles, il essaye de défendre son titre du 800 m, mais, luttant contre une bronchite. De plus, il a couru tous les tours en ayant le Brésilien Joaquim Cruz dans ses courses. Or celui-ci a pour tactique de disputer des courses rapides, dont un 1 min 43 s 82 en demi-finale. Lors de celle-ci, Ovett se qualifiant en se jetant sur la ligne pour obtenir une quatrième place. Épuisé par sa maladie et ses différentes courses, il termine à la huitième place de la finale,. Malgré son évacuation sur une civière et deux jours passés à l'hôpital, il n'écoute pas les médecins qui lui déconseillent de concourir sur le 1 500 mètres. Cette course est très attendue par les médias britanniques, la Grande-Bretagne présentant trois candidats sérieux au titre avec Coe, Cram et Ovett. Mais Ovett ne peut prétendre à défendre son titre et abandonne après deux tours de piste.
Aux Jeux du Commonwealth, à Édimbourg, lors de la saison 1986, il remporte, malgré une baisse de niveau, un nouveau titre aux 5 000 mètres . C'est seulement sa cinquième tentative dans cette épreuve où il devance deux autres anglais. Quelques mois plus tard, il abandonne lors de la finale des championnats d'Europe de Stuttgart.
En 1987, il se qualifie pour la finale des championnats du monde sur 5000 mètres. Il se classe 10ème malgré une course tactique assez lente qui aurait pu convenir à ses qualités de finisseur.
Il décide de mettre un terme à sa carrière après son échec à se qualifier pour les Jeux olympiques d'été de 1988.

## Palmarès

### Jeux olympiques
- Jeux olympiques d'été de 1980 à Moscou :
  -  Médaille d'or du 800 m
  -  Médaille de bronze du 1 500 m

### Championnats d'Europe
- Championnats d'Europe 1974 à Rome :
  -  Médaille d'argent du 800 m
- Championnats d'Europe 1978 à Prague :
  -  Médaille d'or du 1 500 m
  -  Médaille d'argent du 800 m

### Jeux du Commonwealth
- Jeux du Commonwealth 1986 à Édimbourg :
  -  Médaille d'or du 5 000 m

## Records
- record du 1 500 m égalé en 3 min 32 s 1 en 1980
- record du 1 500 m en 3 min 31 s 36 en 1980
- record du 1 500 m en 3 min 30 s 77 en 1983
- record du monde du mile en 3 min 48 s 8 en 1980
- record du monde du mile en 3 min 48 s 40 en 1981